# Svätoplukovo
Svätoplukovo (in ungherese Salgó) è un comune della Slovacchia facente parte del distretto di Nitra, nella regione omonima.